# Дебече
Дебече (словен. Debeče) — поселення в общині Іванчна Гориця, Осреднєсловенський регіон, Словенія. Висота над рівнем моря: 566,4 м.